# 福尔基亚
福尔基亚（義大利語：Forchia），是意大利贝内文托省的一个市镇。总面积5平方公里，人口1222人，人口密度244.4人/平方公里（2009年）。ISTAT代码为062032。